# Alexandre d'Oldenbourg
 (mars 2017).
Si vous disposez d'ouvrages ou d'articles de référence ou si vous connaissez des sites web de qualité traitant du thème abordé ici, merci de compléter l'article en donnant les références utiles à sa vérifiabilité et en les liant à la section « Notes et références ».
Pour les articles homonymes, voir Oldenbourg (homonymie) et Maison d'Oldenbourg.
Le prince Alexandre Petrovitch d'Oldenbourg, né le 21 mai 1844 (2 juin dans le calendrier grégorien) à Saint-Pétersbourg et mort le 6 septembre 1932 à Biarritz, est un membre de la famille impériale russe, général, sénateur et membre du Conseil d'Empire, avant la chute de la monarchie. Il est enterré à Biarritz au cimetière du Sabaou.

## Biographie
Il est baptisé Alexandre Frédéric Constantin dans la religion protestante, avant de se convertir plus tard à l'orthodoxie. Il est le quatrième enfant et le deuxième fils du duc Pierre d'Oldenbourg et de la princesse Thérèse de Nassau-Weilbourg, fille du prince Guillaume de Nassau. Il est par son père l'arrière-petit-fils de l'empereur Paul Ier de Russie et par sa mère, un proche parent des souverains Luxembourgeois, Néerlandais, Suédois et Roumain.
Le prince reçoit une éducation à domicile avec des précepteurs, puis entre à l'École impériale de Jurisprudence qui formait à Saint-Pétersbourg les futurs hauts fonctionnaires de l'Empire. Il épouse le 19 janvier 1868, à Saint-Pétersbourg, sa cousine, et petite-fille de Nicolas Ier la princesse Eugénie de Leuchtenberg, qui lui donne un fils Pierre qui sera le premier époux infortuné de la grande-duchesse Olga Alexandrovna, sœur de Nicolas II. Le prince Alexandre d'Oldenbourg est le fondateur de l'Institut de médecine expérimentale à Saint-Pétersbourg (1890) et installe à Gagra en Abkhazie son domaine estival avec un parc d'essences exotiques, lançant la mode de cette future station balnéaire. Il était aussi ami de Tchaïkovski et porte son cercueil à son enterrement en 1893. Le prince termine ses jours à Biarritz, où il vit en exil après la chute de l'Empire.

## Carrière militaire et officielle
- 1870-1876: commandant au régiment Préobrajenski
- 1876-1880: commandant de la 1re brigade de la 1re division de la Garde impériale et de 1885 à 1889 du corps de la Garde.
- Participe à la guerre russo-turque de 1877-1878 en tant que général-major. Il commande la brigade du régiment Petrovski et du régiment Semionovsky.
- 1895: nommé général d'infanterie et général aide-de-camp de la Suite de Sa Majesté impériale.
- 1896: nommé sénateur et membre du Conseil d'Empire
- 3 septembre 1914: chargé des évacuations sanitaires, en particulier par le chemin de fer.
- 22 septembre 1917: démissionné par le gouvernement provisoire, il émigre peu après en France.